# Pomniki przyrody we Wrześni
Pomniki przyrody we Wrześni – na terenie Wrześni znajdują się trzy pomniki przyrody, występujące w ewidencji Generalnej Dyrekcji Ochrony Środowiska.

## Platan wschodni
Platan wschodni (Platanus orientalis L.) rośnie na Opieszynie, w Parku Miejskim im. Dzieci Wrzesińskich, przy głównej alei parku (Aleja Solidarności). Ma 27 metrów wysokości oraz 452 cm obwodu pierśnicy mierzonego na wysokości 144 cm. Drzewu nie nadano nazwy. Został uznany za pomnik przyrody 30 listopada 1965 decyzją nr RL VI-5/770/65 Prezydium Wojewódzkiej Rady Narodowej w Poznaniu.

## Dąb szypułkowy „Stefan”
Dąb szypułkowy „Stefan” (Quercus robur) przy ul. 3 Maja, o wysokości 16 metrów oraz 295 cm obwodu pierśnicy. Został uznany za pomnik przyrody 31 grudnia 1986 zarządzeniem nr 54/86 Wojewody Poznańskiego.

## Głaz narzutowy
Głaz narzutowy (granit) w Parku im. Marszałka Józefa Piłsudskiego, o obwodzie 810 cm, długości 290 cm, szerokości 270 cm i wysokości 110 cm. Został uznany za pomnik przyrody 30 listopada 1965 decyzją nr RL VI-5/771/65 Prezydium Wojewódzkiej Rady Narodowej w Poznaniu.